# Bocicoiu Mare, Ucraina
Bocicoiu Mare (în ucraineană Великий Бичків, Velîkîi Bîcikiv) este o așezare de tip urban din raionul Rahău, regiunea Transcarpatia, Ucraina. În afara localității principale, nu cuprinde și alte sate.
Conform recensământului din 2001, în localitate locuiau 75 de români.

## Demografie
Componența lingvistică a așezării de tip urban Bocicoiu Mare
     Ucraineană (95,24%)
     Maghiară (2,88%)
     Alte limbi (1,75%)
Conform recensământului din 2001, majoritatea populației așezării de tip urban Bocicoiu Mare era vorbitoare de ucraineană (95,24%), existând în minoritate și vorbitori de maghiară (2,88%).

## Personalități
- Teodor Romja (1911-1947), episcop greco-catolic, martir al credinței, a crescut în această localitate